# Духове
Духове́ — село в Україні, у Лубенському районі Полтавської області. Населення становить 346 осіб. Колишній орган місцевого самоврядування — Духівська сільська рада. Колишній голова - Далада Валентина Григорівна.

## Географія
Село Духове знаходиться на правому березі річки Удай, вище за течією на відстані 2,5 км розташоване село Карпилівка, нижче за течією примикає село Гінці, на протилежному березі - село Нетратівка. Річка в цьому місці звивиста, утворює лимани, стариці та заболочені озера.

## Історія
- 12 червня 2020 року, відповідно до розпорядження Кабінету Міністрів України № 721-р «Про визначення адміністративних центрів та затвердження територій територіальних громад Полтавської області», село увійшло до складу Новооржицької селищної громади[1].
- 19 липня 2020 року, в результаті адміністративно - територіальної реформи та ліквідації  Оржицького району, село увійшло до складу новоутвореного Лубенського району[2].

## Економіка
В селі працюють таке підприємство, як «Національний колорит»(найбільший у районі свинокомплекс).

## Об'єкти соціальної сфери
В Духовому працює загальноосвітня школа І-ІІІ ст. ім. П. М. Рака.
Діє відділення зв'язку. У 2010 було відкрито дитячий садок БАРВІНОК. У 2012 році відкрито амбулаторію сімейної медицини.
До культурних закладів належать:
- музей академіка Василя Андрійовича Кононенка
- будинок культури
- церква
- шкільний музей

Щосереди до села приїздить ринок.

## Населення
Згідно з переписом УРСР 1989 року чисельність наявного населення села становила 489 осіб, з яких 206 чоловіків та 283 жінки.
За переписом населення України 2001 року в селі мешкало 429 осіб.

### Мова
Розподіл населення за рідною мовою за даними перепису 2001 року:
| Мова       | Відсоток |
| ---------- | -------- |
| українська | 96,79 %  |
| російська  | 1,61 %   |
| циганська  | 1,38 %   |
| білоруська | 0,23 %   |